# Gagner pour donner
Gagner pour donner (Earning to give en anglais) est employé pour signifier poursuivre délibérément une carrière bien rémunérée dans le but de donner une partie importante de son revenu, généralement en raison de sa conviction envers l'altruisme efficace.
Les défenseurs de cette idée suggèrent que maximiser le montant que l'on peut donner à une organisation caritative peut être une considération importante lors d'un choix de carrière, même si l'individu a un intérêt intrinsèque moindre pour les carrières à forte rémunération.

## Partisans
Dans le livre de 1996 intitulé Living High and Letting Die, le philosophe Peter Unger écrivait qu'il était moralement vertueux voire peut-être moralement exigible pour les universitaires qui pourraient gagner des salaires considérablement plus élevés dans le monde des affaires, de quitter le monde académique, gagner le salaire plus élevé et de donner l'essentiel du surplus à des organisations caritatives. Le philosophe moral Peter Singer a jeté les bases de l'altruisme efficace et du principe de gagner pour donner dans son essai de 1971 intitulé Famine, richesse et moralité et plaide depuis lors pour le don d'une fraction importante de ses revenus à des organisations caritatives efficaces. Singer a défendu cette idée dans son discours TED de 2013. William MacAskill, professeur agrégé de philosophie à l'Université d'Oxford, a promu la même idée via une carrière à fort impact dans plusieurs articles de presse et dans son ouvrage de 2015 intitulé Doing Good Better: Effective Altruism and a Radical New Way to make a Difference,. MacAskill est cofondateur de 80,000 Hours, une organisation à but non lucratif qui mène des recherches sur les carrières a un impact social positif et fournit des conseils de carrière. Gagner pour donner est présenté comme une option de carrière à fort potentiel d’impact pour les altruistes efficaces,.

## En pratique
Beaucoup de ceux qui appliquent l'idée de gagner pour donner se considèrent comme altruiste efficace,,. Ils peuvent notamment passer par des carrières dans la finance. Certains donnent jusqu'à 50% de leurs revenus, plus que les 10% requis pour l'engagement de base Giving What We Can (donner ce que nous pouvons),. Ils peuvent vivre frugalement dans le but de donner plus d'argent.

## Débat
David Brooks a critiqué le concept dans son éditorial du New York Times affirmant que, même si les altruistes peuvent commencer à gagner de l'argent pour concrétiser leurs engagements les plus profonds, leurs valeurs morales peuvent s'éroder avec le temps en devenant de moins en moins altruistes. En outre, Brooks s'est opposé à l'idée selon laquelle les altruistes devraient se transformer « en une machine à redistribuer les richesses ». Peter Singer a répondu à ces critiques dans son livre Le plus grand bien que vous puissiez faire en donnant des exemples de personnes qui gagnent pour donner depuis des années sans perdre leur motivation altruiste. William MacAskill a également défendu la pratique contre les critiques de Brooks dans le Washington Post, affirmant que même Friedrich Engels gagnait pour donner lorsqu'il soutenait financièrement le travail de Karl Marx. La journaliste américaine Dana Goldstein a également critiqué le fait de gagner pour donner.

## Couverture médiatique
Gagner pour donner a été discuté dans de nombreux médias tels que BBC News, Quartz, le Washington Post,, le New York Times, , The Atlantic, The Guardian et le magazine Aeon.